# Palazzo d’Acuña

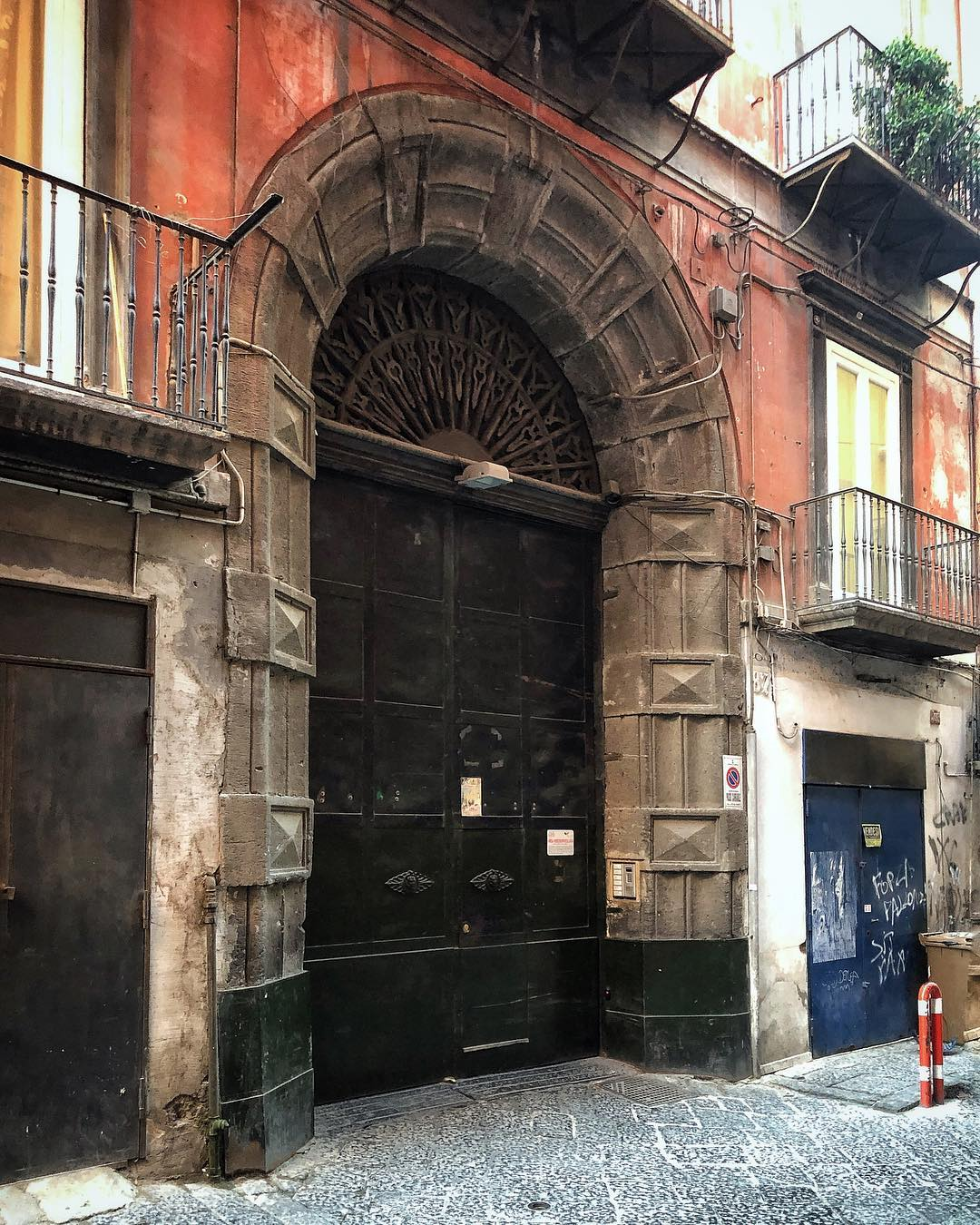
Eingangstor des Palazzo d’Acuña in Neapel

Der Palazzo d’Acuña ist ein Palast aus dem 16. Jahrhundert im Viertel San Ferdinando von Neapel in der italienischen Region Kampanien. Es liegt an der Via Egiziaca a Pizzofalcone, 87.

## Geschichte und Beschreibung
Ende des 16. Jahrhunderts kaufte die Familie D’Acuña das Anwesen mit Palästen und Gärten. Es bestand aus zwei Grundstücken, eines an der Via Monte di Dio und das andere an der Via Egiziaca a Pizzofalcone. Mitte des 18. Jahrhunderts wurde der Palast an der Via Egiziaca a Pizzofalcone im Auftrag der Familie D’Acuña vom Architekten Bartolomeo Vecchione radikal umgestaltet. In der ersten Hälfte des 19. Jahrhunderts wurde er um ein Geschoss aufgestockt und erhielt so sein heutiges Aussehen.
Der Palast hat eine Fassade mit fünf Stockwerken. In der Mitte des Erdgeschosses liegt ein wertvolles Portal, an dessen Rahmen sich und Diamantspitzenbossenwerk aus Piperno mit glatten Stellen abwechseln, offensichtlich von Ferdinando Sanfelice inspiriert. Der kleine Empfangssalon, des Gewölbedecke reich mit Stuck dekoriert ist, führt zum rechteckigen Innenhof, den im Hintergrund eine imposante Freitreppe mit drei Arkaden dominiert, die zu den Wohnungen führt.
Der Palast enthält heute Eigentumswohnungen und zeigt sich in ordentlichem Erhaltungszustand.